# Incidentul OZN de la Laredo
Incidentul OZN de la Laredo, Texas  este un caz în care cel puțin două aeronave militare americane au urmărit în Texas un obiect zburător neidentificat de forma unui disc argintiu cu diametrul de 27 metri până când acesta s-a prăbușit la 48 km sud-sud-vest de Laredo. Incidentul a avut loc în data de 7 iulie 1948. Trupele de la o bază militară din apropiere au format un cordon la locul prăbușirii OZN-ului până la sosirea unei echipe speciale care a examinat epava și a transportat-o la o bază militară din San Antonio, Texas. Se presupune că a fost recuperat și un cadavru ars al unui extraterestru non-uman.